# Prolypha palmarum
Prolypha palmarum är en tvåvingeart som beskrevs av Townsend 1934. Prolypha palmarum ingår i släktet Prolypha och familjen parasitflugor. Inga underarter finns listade i Catalogue of Life.